# Hemiaclis
Genre
Hemiaclis est un genre de mollusques gastéropodes au sein de la famille Eulimidae. Les espèces rangées dans ce genre sont marines et parasitent des échinodermes ; l'espèce type est Hemiaclis ventrosa.

## Distribution
Les espèces sont présentes dans les eaux européennes : océan Atlantique et mer Méditerranée.

## Liste d'espèces
Selon World Register of Marine Species (25 août 2017) :
- Hemiaclis carolinensis (Bartsch, 1911)
- Hemiaclis georgiana (Dall, 1927)
- Hemiaclis incolorata (Thiele, 1912)
- Hemiaclis katrinae Engl, 2006
- Hemiaclis major Bouchet & Warén, 1986
- Hemiaclis obtusa Bouchet & Warén, 1986
- Hemiaclis ventrosa (Friele, 1876)